# Hostellerie Henri IV
L'Hostellerie Henri IV appelée aussi auberge de la Boissière est un édifice situé sur le territoire de la commune du Pré-d'Auge dans le département du Calvados et la région Normandie.

## Localisation
L'édifice est situé au lieu-dit la Poterie, en bordure de la RD 613, sur le territoire de la commune du Pré-d'Auge, mais limitrophe du territoire de La Boissière.

## Historique
L'édifice est daté du XVIIe ou des XVIe et XVIIe siècles.
L'édifice est un ancien relais de diligences installé en bordure de la grande route de Caen à Paris.
Louis XVI s'y arrête lors de visite du port de Cherbourg, voyage qui dure du 20 au 29 juin 1786.
Le nom Hostellerie Henri IV est le nom commercial du lieu au début du XXe. L'Auberge de la Pomme d'Or fut une raison sociale contemporaine et celle d'auberge de la Boissière la dernière en date avant fermeture.
Le député et maire de Lisieux Robert Bisson est l'un des signataires, en 1972, du livre d'or. On relève encore le nom du ministre Jean-Marie Louvel en septembre 1953. Dans un autre registre, on note les mots écrits par dom Grammont, en 1958, abbé du Bec, et du père Raymond Pichard en 1956, producteur du Jour du Seigneur.
L'édifice est inscrit partiellement au titre des monuments historiques le 26 juin 1978 en particulier les façades et les toitures. La volonté de l'exploitante du lieu est d'empêcher la destruction de son auberge qui aurait pu être frappée d'alignement dans le cadre d'un élargissement de la RN 13.
La protection est abrogée le 23 février 2011, sachant que l'établissement est fermé depuis le 29 avril 2009 et que le projet d'élargissement de la route a été abandonné. En 2022, l'édifice est à l'abandon.

## Architecture
L'hostellerie est un édifice à pans de bois caché qui comporte deux pièces par niveau.
Une croix de saint André souligne deux fenêtres visibles côté cour ; et des âtres ouverts de grande taille sont présents dans les salles du rez-de-chaussée, et se reproduisent à l'étage.